# Klaus Hartmann (Diplomat)
Klaus Hartmann (* 11. März 1940; † 24. März 2017) war ein deutscher Diplomat. Er war Botschafter der DDR in Peru und Bolivien.

## Leben
Hartmann erlernte den Beruf des Facharbeiters für Feuerungsbau. Nach dem Besuch der Arbeiter-und-Bauern-Fakultät studierte er von 1960 bis 1964 an der KMU Leipzig und schloss als Diplom-Volkswirt ab. Anschließend war er von 1964 bis 1971 stellvertretender Bezirksbaudirektor beim Rat des Bezirkes Magdeburg.
Von 1971 bis 1972 wurde er auf den diplomatischen Dienst vorbereitet. Sein erster Einsatz erfolgte 1972 als 2. Sekretär an der DDR-Botschaft in Kuba. Am 14. Februar 1973 eröffnete er als Geschäftsträger die erste DDR-Botschaft in Peru. Von 1976 bis 1977 war er Geschäftsträger an der Botschaft in Venezuela. Hartmann, Mitglied der Sozialistischen Einheitspartei Deutschlands (SED), absolvierte 1978/79 ein Studium an der Parteihochschule „Karl Marx“. Er wurde wieder in Kuba eingesetzt und war von 1979 bis 1984 Botschaftsrat in Havanna. Von 1984 bis 1985 fungierte er als Mitarbeiter der Abteilung Lateinamerika im Ministerium für Auswärtige Angelegenheiten der DDR.
Ab 18. Dezember 1985 wirkte er als Botschafter in der Republik Peru und ab 13. März 1986 zweitakkreditiert in der Republik Bolivien. Er war bis zum Ende der DDR 1990 Botschafter in den beiden Ländern. Im März 1990 verhandelte er als Leiter der zur Amtseinführung des neuen chilenischen Präsidenten in Santiago de Chile weilenden Sondermission der DDR die Wiederaufnahme der diplomatischen Beziehungen.
2000 unterstützte Hartmann den Wirtschaftsminister Sachsen-Anhalts Matthias Gabriel bei der Aufnahme von Beziehungen mit Kuba.
Hartmann wohnte zuletzt in Magdeburg und starb im Alter von 77 Jahren.